# Буонаккорси, Буонаккорсо
Буонаккоро Буонаккорси (итал. Buonaccorso Buonaccorsi; 23 июля 1620, Монтесанто, Папская область — 18 апреля 1678, Рим, Папская область) — итальянский куриальный кардинал. Генеральный казначей Апостольской Палаты с 14 января 1664 по 29 ноября 1669. Апостольский легат в Болонье с 17 апреля 1673 по 18 апреля 1678. Кардинал-дьякон с 29 ноября 1669, с титулярной диаконией Санта-Мария-делла-Скала с 19 мая 1670 по 18 апреля 1678. 